# Oncholaimium paracampylocercoides
Oncholaimium paracampylocercoides is een rondwormensoort uit de familie van de Oncholaimidae. De wetenschappelijke naam van de soort is voor het eerst geldig gepubliceerd in 1991 door Smolyanko & Belogurov.